# Ловачко-бомбардерска авијација
Ловачко-бомбардерска авијација је врста борбене авијације опремљене ловачко-бомбардерским авионима намијењена за ватрену подршку копнене војске и морнарице дејствима по копненим и поморским циљевима из ваздуха. Уз то може да врши извиђање и борбу против непријатељске авијавије у ваздуху. 
Поједини ловачки авиони су се користили за нападе на земаљске циљеве још у Првом свјетском рату, али тек у Другом свјетском рату долази до потпуне афирмације овог типа авиона и формирања ловачко-бомбардерске авијације. Неки авиони коришени као ловци-бомбардери су били P-47 Тандерболт, P-38 Лајтнинг, Фоке-Вулф Fw-190 верзија Ф и Г, и тако даље.
Послије Другог свјетског рата дошло је до тенденције развоја универзалног борбеног авиона, и ловци су предвиђани и за обављање ловачко-бомбардерских задатака (F-4 фантом). Та концепција је задржана свуда осим у најбогатијим земљама, које могу да приуште високоспецијализоване типове авиона. Тако каснији ловац  игл САД користе за ловачке задатке, док је ловачко-бомбардерска варзија  страјк игл знатно измијењена. У новије доба граде F-22 раптор као ловац, а F-35 (у развоју) ће бити ловац-бомбардер.
Већина других земаља НАТО савеза има ловце-бомбардере F-16 фајтинг фалкон, који се користе за ловачке и ловачко-бомбардерске задатке. У случају авиона F/A-18 Хорнет ово је индицирано и у самом називу авиона, Ф-fighter (ловац), А-attack (напад).
Ловац-бомбардер СФРЈ (од почетка 1980-их), касније СР Југославије и сада Србије је Ј-22 Орао.